# 陳岱
陳岱（？—17世紀），字望嶽，河南開封府許州郾城县人，軍籍，明朝政治人物。

## 生平
萬曆十三年（1585年）乙酉科河南乡试舉人，二十六年（1598年）戊戌科進士，礼部觀政，官陕西朝邑县知县，二十九年考察致仕，卒。